# 波音C-40「飛剪船」運輸機
波音C-40快艇（英語：Boeing C-40 Clipper）是波音737-700C的军用版本，在美国海军和美国空军广泛使用 ，现在并為美国海军陆战队订购機款。 海军C-40A型号名为“快艇”（Clipper），而美国空军C-40B / C则没有正式命名。

## 设计和开发

### C-40A
C-40A快艇为美国海军提供重要的后勤支援。 其驾驶舱配备了带有集成GPS的飞行管理计算机系统，并且与未来的全球空中交通管理 / 未来航空导航系统操作环境（RNP-1）兼容。    
它配备了空中交通防撞系统，并且具有缩小最小垂直间隔能力 。 它还具有增强的近地警告系统，风切变探测系统，抬头显示器和TACAN / UHF / 敌我识别功能。    

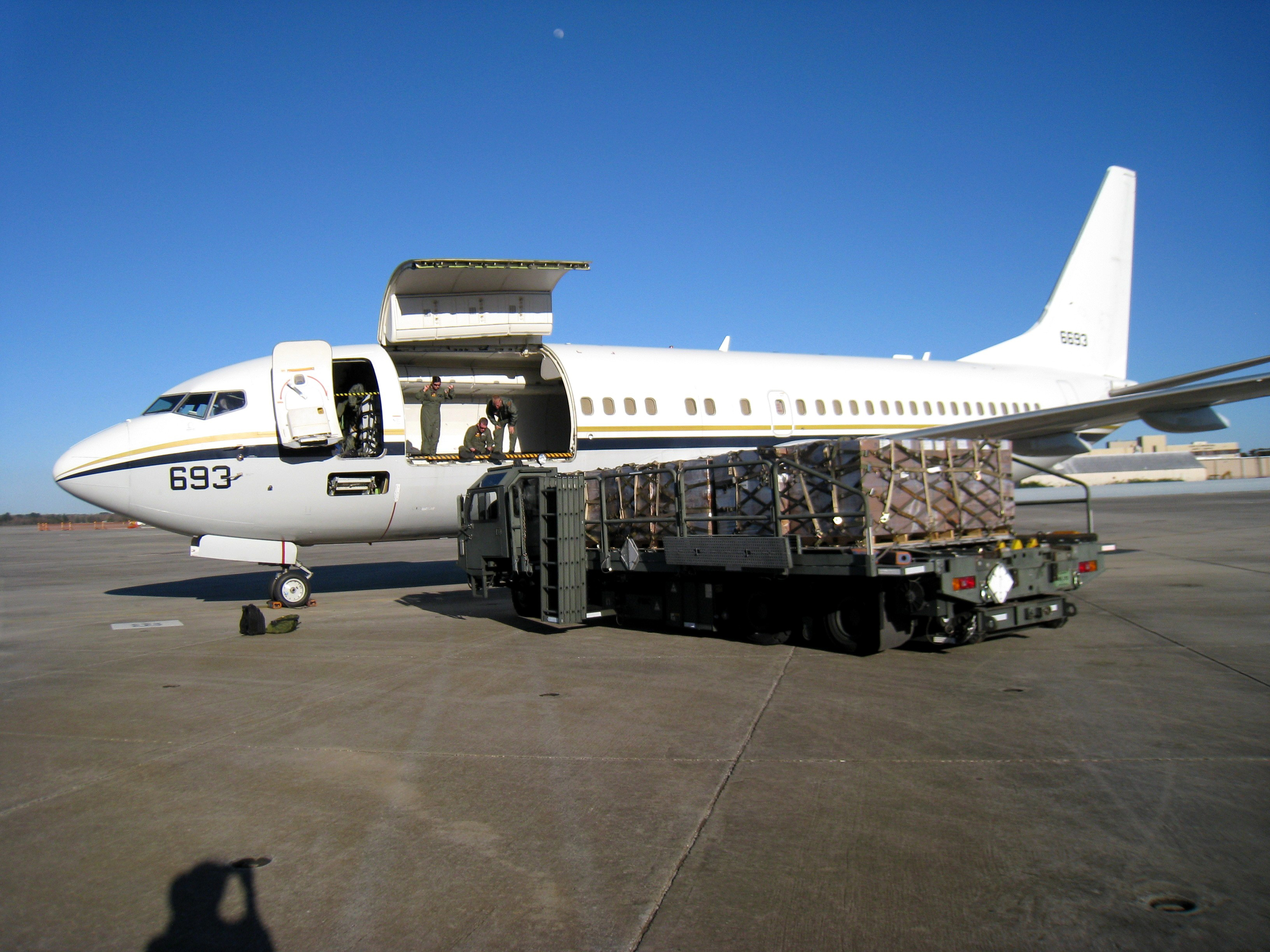
美国海军C-40A在杰克逊维尔海军航空站装载货物

美国海军预备部队是波音737-700C的第一个客户。   C-40A被美国海军用以取代老旧的C-9B轻轨列车运输机。 C-40A是17年来第一架加入美国海军预备役的新运输机。 海军预备部队为提供海军的所有中型和重型装备空运。同时C-40A满足国际噪音和环境要求，但之前海军预备队装备的C-9机队没有。 它还具有更高的燃油效率，并提供更大的航程和有效载荷能力。C-40A经认证后可在全乘员（121名乘客），全货物或组合（“客货混装”）配置下运行，舱内最多可容纳三个货物托盘和70名乘客。 
美国海军以常规商业途径订购了6架737-700C。 四架飞机中的前两架于2001年4月21日交付给驻扎在沃斯堡联合储备基地的第59舰队后勤支援中队（VR-59），并在今年年底之前交付了余下的两架飞机。 第五架和第六架飞机于2002年8月交付给位于佛罗里达州杰克逊维尔海军航空站的VR-58 。 另外的飞机已经交付到加利福尼亚州北岛海军航空站的VR-57 。 与美国海军之前装备的C-9B飞机相比，C-40A有卓越的燃油效率，航程和有效载荷。 
在2018年的海军陆战队航空计划中， 美国海军陆战队表示将购买两架C-40A以取代其C-9空中列车机队。  2018年12月4日，海军陆战队发布了一份在线通知，要求波音在2020年交付C-40。  美国海军陆战队C-9空中列车机队于2017年退役，为准备过渡到新飞机，海军陆战队运输中队的人员被指派到海军运营C-40A"快船"，直到他们自己的飞机交付。 

### C-40B

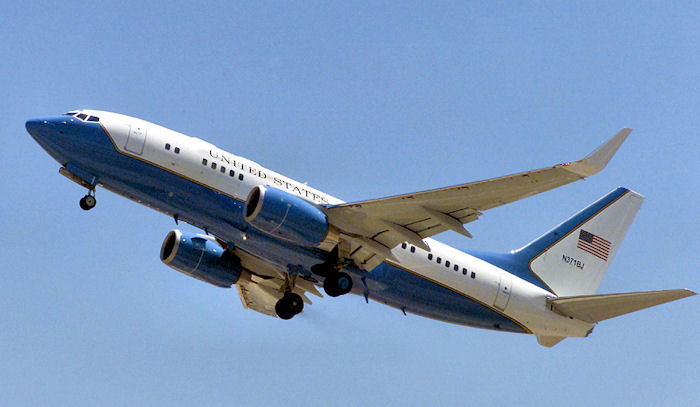
第89空运联队的C-40 B/C.

美国空军选择C-40B，波音公务机737-700的军用版本，以取代美国空军老化的C-137飞机机队。 空军于2000年8月授予波音制造合約。 第89空运联队于2002年12月购买了第一架C-40B飞机。 这两个部队都部署在马里兰州安德鲁斯空军基地 。在2003年2月，部署在夏威夷希卡姆空军基地的第15空运联队购买了C-40B用于运输美国太平洋司令部人员。 在2004年12月部署在拉姆施泰因空军基地第86空运联队购买了美国驻欧空军的第一批C-40B。
客舱区配有带睡眠设施机组休息区，两个厨房以及带工作台的商务舱座位。 
C-40B旨在成为高级军事和政府领导人的“天空办公室”。 该飞机具有双向宽带数据通信，包括安全的语音和数据通信；互联网，电话，卫星，传真和复印机。 C-40B还有一个基于计算机的乘客数据系统。 

### C-40C
C-40C并配备C-40B的先进通讯功能。 C-40C的独特之处在于能够随时改变其配置，以容纳42至111名乘客。C-40C取代了由空军国民警卫队运营的三架C-22 （波音727的军事型号）。哥伦比亚特区空军国民警卫队第201空运中队于2002年10月购买了两架C-40C飞机。 伊利诺伊州斯科特空军基地的空军预备役第932空运联队于2007年购买了三架C-40C飞机。

## 衍伸型號

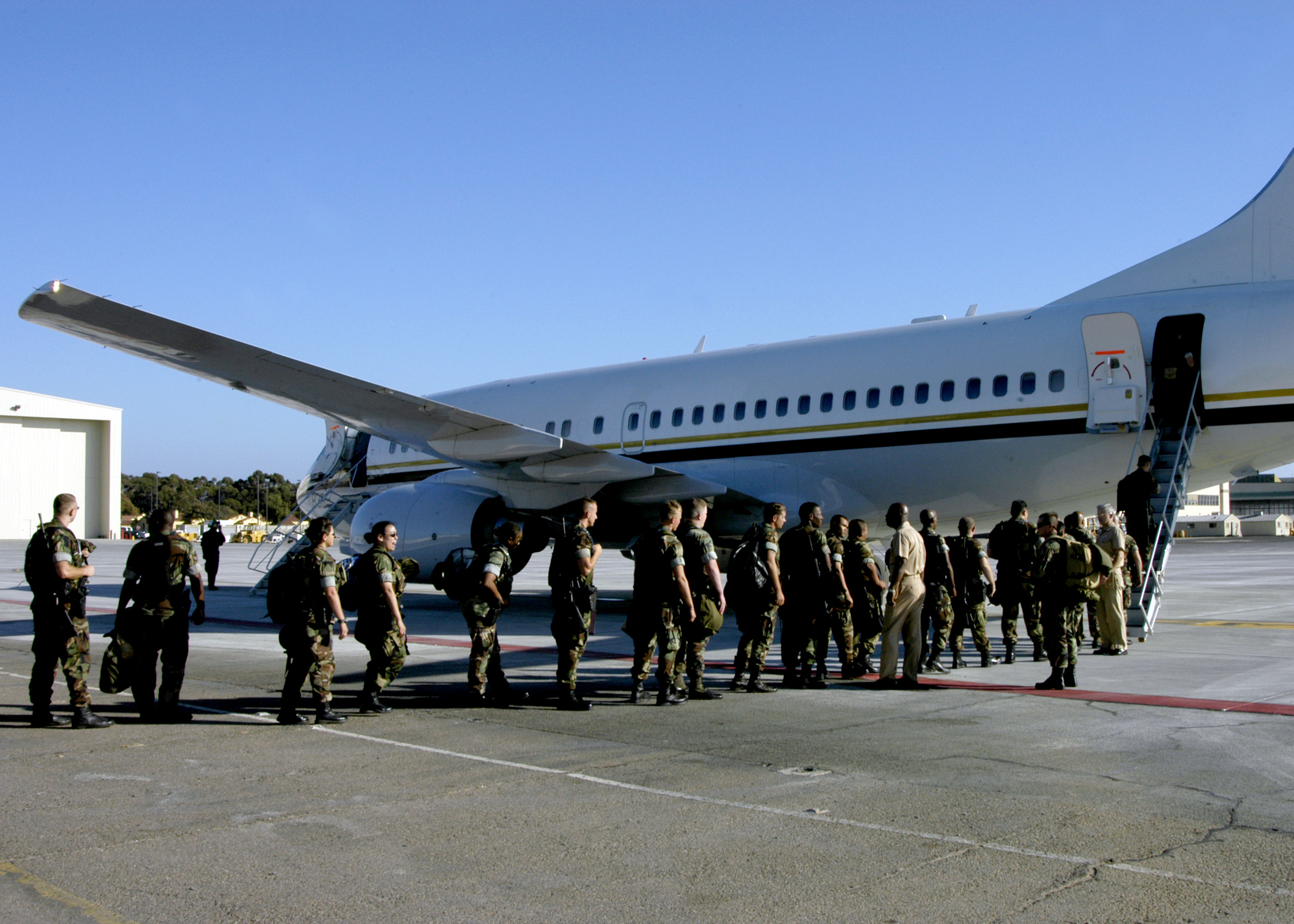
来自北岛NAS的 Fleet Logistics Support Squadron（VR）57的美国海军 C-40A

C-40A
美国海军版本的波音737-700，以运输高优先度货物和VIP,共建造15架。
C-40B
美国空军的版本的波音737-700基于波音公务机改为一个特派团飞机的指挥官和政府官员、共建造4架。
C-40C
美国空军的版本的波音737-700基于波音公务机、业务支助和运输机，共建造7架。

## 用户
美国
美国空军 
- 第89空运联队-安德鲁斯联合基地,马里兰州

- - 第1空运中队（英语：1st Airlift Squadron）

- 第113空运联队（英语：113th Wing）-安德鲁斯联合基地,马里兰州

- - 第201空运中队（英语：201st Airlift Squadron）

- 第375空运联队（英语：375th Air Mobility Wing）-斯科特空军基地,伊利诺伊州

- - 第54空运中队（英语：54th Airlift Squadron）

- 第932空运联队（英语：932nd Airlift Wing）-斯科特空军基地,伊利诺伊州

- - 第73空运中队

美國海軍
- 第51舰队物流支援中队（VR-51）-卡内奥赫湾海军陆战队航空站（英语：Marine Corps Air Station Kaneohe Bay）,夏威夷州
- 第56舰队物流支援中队（VR-56）-奥西阿纳海军航空站（英语：Naval Air Station Oceana）,弗吉尼亚州
- 第57舰队物流支援中队（VR-57）-北岛海军航空站,加利福尼亚州
- 第58舰队物流支援中队（VR-58）-杰克逊维尔海军航空站（英语：Naval Air Station Jacksonville）,佛罗里达州
- 第59舰队物流支援中队（VR-59）-沃斯堡海军航空站联合储备基地（英语：Naval Air Station Joint Reserve Base Fort Worth）,得克萨斯州
- 第61舰队物流支援中队（VR-61）-华盛顿惠德比岛海军航空站（英语：Naval Air Station Whidbey Island）

美国海军陆战队 
- 第1海军陆战队运输中队（VMR-1）-沃斯堡海军航空站联合储备基地（英语：Naval Air Station Joint Reserve Base Fort Worth）,得克萨斯州

## 规格（C-40A）

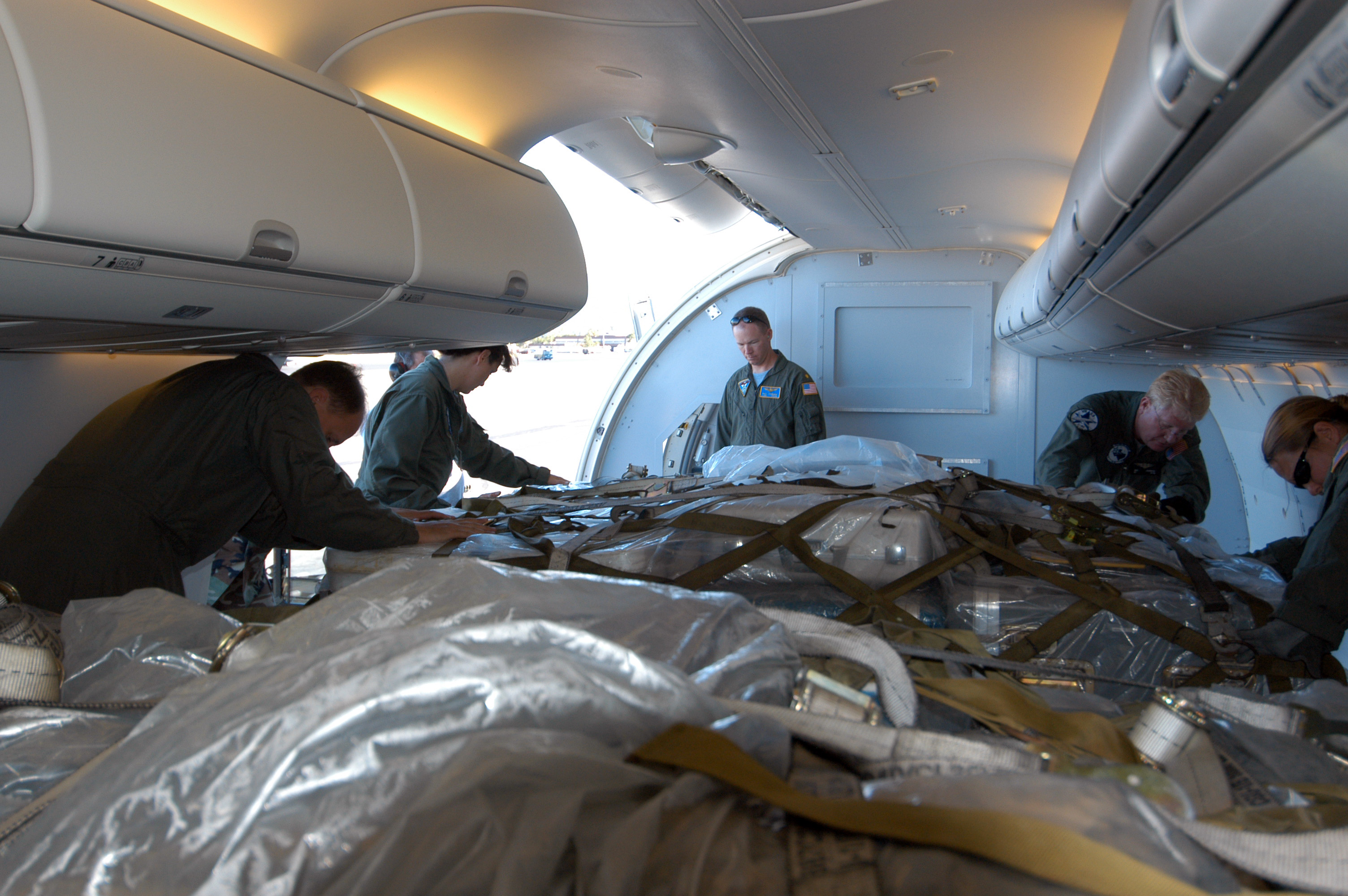
C-40A运输人道主义货物，2005年。

基本信息
- 机组：6 (两名飞行员，一名乘务长, 一名货物装卸长和一名装卸员)[note 1]
- 容量：

  - 全乘客：121名乘客
  - 全货物：8个货物托盘
  - 客货混装: 3个货物托盘, 70名乘客.
  - 载重40,000磅（18,144）
- 長度：110英尺4英寸（33.63）
- 翼展：112英尺7英寸（34.32）
- 高度：41英尺2英寸（12.55）
- 翼型：'翼根:' BAC 449/450/451 ; 翼尖: BAC 442 mod[12]
- 空重：126,000磅（57,153）
- 总重：134,000磅（60,781）
- 发动机：2台CFM56-7B高涵道比涡轮风扇发动机，每台27,300磅力（121千牛頓）推力

性能
- 最大速度：534節（615英里每小時；989每小時）
- 航程：3,000海里（3,452英里；5,556）
- 升限：41,000英尺（12,000）
- 推重比：0.407 lbf/lb (0.00399 kN/kg)